# アルファロメオ・2000
アルファロメオ・2000シリーズは、イタリアの自動車メーカーアルファロメオが1958年から販売したシリーズ。

## 2000ベルリーナ
1958年
- アルファロメオ・1900シリーズのエンジンを拡大し、ホイールベースを2,720mm延長したサルーン。アルファロメオ・1900シリーズはマイナーチェンジし1,975ccのスベールとなったが、アルファロメオ・2000ベルリーナはエンジンをパワーアップし搭載した、圧縮比はアルファロメオ・1900スベールでは7.5だったが8.25アップし105馬力となった。1950年代の流行を取り入れたエレガントな自社製デザインだった。

1960年
- アルファロメオ・1900シリーズが生産終了を迎え、エンジンが2リットルへと拡大しアルファロメオ・2000ベルリーナを一新した、メカニズム面はアルファロメオ・1900シリーズと同様だがホイールベースを延長され更にボディが大きくなった。デザインは1950年代、1960年代の典型的スタイルで高級かつエレガントだった。

## 2000スプリント
1960年
- 1960年に追加した4シータークーペ。スパイダーとベルリーナの中間となる2.580mmのホイールベースの専用フロアパンを用意、エンジンは1900SSの1.975cc4気筒DOHCでアルファロメオ・2000ベルリーナより10馬力アップの115馬力となった。1900SSのカロツェリア専用シャーシではなくアルファロメオのカタログモデルとして量産されたが、ボディの生産担当を行ったのはアルファロメオ・ジュリエッタスプリントで評価へ経たベルトーネに任された、当時のデザイン担当者はベルトーネに迎えられたばかりの若きジョルジェット・ジウジアーロ氏だった。アルファロメオ・ジュリエッタクーペの基本となりスタイリッシュｎクーペだった。

## 2000スパイダー
1960年
- アルファロメオのスパイダーモデル。アルファロメオ・2000ベルリーナのホイールベースを220mm短縮したシャーシとミラノのトゥーリングが担当したスチールモノコックボディと組み合わされた。エンジンは1900SSの1,975cc4気筒DOHCアルファ・ロメオ・2000ベルリーナより10馬力アップの115馬力となりアルファ・ロメオ・2000シリーズの中では軽量で最高速度は180km/hだった。北米で人気があり3,443台製作した。同年にはベルトーネが4シータークーペボディのスプリントを追加した。
- 1962年には、アルファロメオ・2000ベルリーナ・アルファロメオ・2000スプリント・アルファロメオ・2000スパイダーは6気筒のアルファロメオ・2600シリーズへと進化した。